# منتخب أوكرانيا لهوكي الجليد
منتخب أوكرانيا الوطني لهوكي الجليد هو منتخب وطني يمثل أوكرانيا في منافسات هوكي الجليد الدولية، بدأ منافساته في سنة 1992، نافس في بطولة العالم لهوكي الجليد 18 مرة، كما نافس في الألعاب الأولمبية الشتوية مرة واحدة، يحتل حالياً التصنيف الرابع والعشرين على العالم.